# Mesabolivar tandilicus
Mesabolivar tandilicus är en spindelart som först beskrevs av Cândido Firmino de Mello-Leitão 1940. 
Mesabolivar tandilicus ingår i släktet Mesabolivar och familjen dallerspindlar. Inga underarter finns listade i Catalogue of Life.